# Pitbull (rapper)
Armando Christian Pérez, známější pod svým uměleckým jménem Pitbull (* 15. ledna 1981 Miami, Florida), je americký rapper s kubánskými kořeny, zpěvák, herec, moderátor, podnikatel a producent.

## Osobní život
Armando Pérez se narodil 15. ledna 1981 do rodiny kubánských přistěhovalců. Jeho rodiče se pár let po jeho narození rozvedli a byl tak vychováván především matkou Alyshou Acosta. Nějakou dobu ale též strávil v pěstounské rodině. Později jako své vzory citoval především Celii Cruz a Willyho Chirina, kteří ho nejvíce inspirovali.
Pečlivě si střeží své soukromí. Má šest dětí, známá jsou ale pouze jména dvou: Bryce Péreze (* 2003) a Destiny Pérez (* 2002).

## Kariéra
Na začátku své kariéry podepsal smlouvu s nahrávacím studiem TVT Records. V roce 2001 nahrál album, které však nevydal. První album, vydal v roce 2004, a to pod názvem MIAMI. V roce 2005 se zúčastnil hip-hopového turné s Eminem a 50 Cent. Jeho druhé album vyšlo v roce 2006 pod názvem El Mariel. Titul odkazuje na loď, která přepravovala kubánské uprchlíky na Floridu ve filmu Scarface. Album věnoval svému otci, který zemřel v květnu roku 2006 na rakovinu jater.
Jeho třetí album vyšlo v roce 2008 a jmenovalo se The Boatlift. Dne 21. prosince 2007 byl Pitbull zatčen za řízení pod vlivem alkoholu, složil 1 000 dolarů na kauci a popíral vinu. Pitbull se v roce 2008, poté, co opustil TVT Records, dostal na volnou nohu. Čtvrté album vydal v roce 2009 pod názvem Rebelution. Toto album obsahovalo píseň „I Know You Want Me (Calle Ocho)“, která obsadila první příčky ve světových hitparádách. Pérez také vydal několik remixů, složených z Freestyles a populární rapové hudby. 19. srpna 2009 předalo Miami Pitbullovi jako ocenění jeho činnosti „klíč k městu“. Stalo se tak po tom, co populární hit „I Know You Want Me (Calle Ocho)“ dosáhl na 2. místo v hitparádě Billboard's Hot 100 Chart.
Ve svých úspěšných stopách šel dál s nejnovějším singlem „Hotel Room Service“. Vedle těchto věcí by album jako celek nemělo zůstat pozadu. Produkci si totiž na starost vzali Play-N-Skillz, Clinton Sparks a Jim Jonsin, zatímco featuring obstarají T-Pain, Akon, Lil Jon, Trick Daddy a Slim ze 112.
Po velkých hitech přišel další singl, tentokrát „Give Me Everything“, na kterém hostují Ne-Yo, Afrojack a Nayer, který měl být ochutnávkou jeho nového alba Planet Pit. Krátce po vydání nového alba vydal další singl „Rain Over Me“, na kterém zpívá i Marc Anthony. Tento singl se pohybuje nahoře v hitparádách na celém světě.
Jeho dalšími pseudonymy jsou: Mr. 305 (305 – telefonní předčíslí oblasti, kde Armando vyrostl) a Mr. Worldwide. Mnoho lidí nechápe, co znamená slovo DALE, které často používá ve svých písních. Slovo, které anglicky znamená LET'S GO.
Velkým úspěchem Pitbulla je album Global Warming Meltdown z roku 2013 se singlem „Timber“ (featuring Kesha). Timber obsadil první místo v prestižním Billboard's Hot 100 Chart. Byl na prvním místě ve více než dvaceti zemích.
Úspěšnost Pitbulla stoupá i co do počtu spolupráce s ostatními zpěváky. Mezi velice úspěšné se řadí „Dance Again“, „On The Floor“ a nový singl „Live it up“ s Jennifer Lopez. Nebo také „I Like It“ s Enrique Iglesias. Nejnovějším albem je Globalization, na kterém je například píseň „Fireball“ s John Ryanem nebo „We Are One (Ole Ola) [The Official 2014 FIFA World Cup Song]“ (spolu s Jennifer Lopez & Claudia Leitte).

## Diskografie
- M.I.A.M.I. (2004)
- El Mariel (2006)
- The Boatlift (2007)
- Pitbull Starring in Rebelution (2009)
- Armando (2010)
- Planet Pit (2011)
- Global Warming (2012)
- Globalization (2014)
- Dale (2015)
- Climate Change (2017)
- Libertad 548 (2019)
- Trackhouse (2023)